# Inégalité de Fisher
En mathématiques combinatoires, l'inégalité de Fisher est une condition nécessaire pour l'existence d'un plan en blocs incomplet équilibré, c'est-à-dire d'une famille de parties d'un ensemble qui remplissent certaines conditions prescrites. L'inégalité a été esquissée par Ronald Fisher, généticien et statisticien de la génétique des populations, qui s'intéressait aux plans d'expériences  pour l'étude des différences entre plusieurs variétés de plantes dans des conditions de croissance différentes. 

## Énoncé
Soient 
- v le nombre de variétés de plantes;
- b le nombre de blocs.

Dans un plan en blocs incomplet équilibré, trois paramètres interviennent : 
- k, le nombre de variétés différentes figurent dans chaque bloc, avec 1 ≤ k < v ; aucune variété ne doit apparaître deux fois dans un même bloc;
- λ, le nombre de blocs où deux variétés quelconques apparaissent simultanément ;
- r , le nombre de blocs contenant chaque variété.

L'inégalité de Fisher est simplement  la formule :
Inégalité de Fisher — b ≥ v.

## Démonstration
Soit  M la matrice de dimensions  v × b définie par Mi,j = 1 si l'élément i est dans le bloc j et 0 sinon. La matrice B = MMT (où MT est la transposée de B ) est une matrice de dimensions v × v telle que Bi,i = r et Bi,j = λ pour i ≠ j . Puisque r ≠ λ, on a det(B) ≠ 0, donc rang(B) = v ; d'autre part, rang(B) ≤ rang(M) ≤ b, donc v ≤ b . 

## Généralisation
L'inégalité de Fisher est valable pour des classes de designs plus généraux :  un plan en blocs équilibré par paire (ou PBD) est un ensemble X avec une famille de sous-ensembles non vides de X (pas nécessairement de même taille et pouvant contenir des répétitions) de sorte que chaque paire d'éléments distincts de X est contenue dans exactement λ > 0 sous-ensembles. L'ensemble X peut être lui-même l'un des sous-ensembles, et si tous les sous-ensembles sont des copies de X, le PBD est appelé "trivial". La taille de X est v et le nombre de sous-ensembles dans la famille (compté avec multiplicité) est b . 
Théorème — Pour tout PBD non trivial, on a v ≤ b.
Ce résultat généralise également le théorème de De Bruijn-Erdős (géométrie d'incidence) : 
Théorème de De Bruijn-Erdős — Pour un PBD avec λ = 1 n'ayant pas de blocs de taille 1 ni de taille v, on a v ≤ b, avec égalité si et seulement si le PBD est un plan projectif ou une presque-droite (ce qui signifie exactement n − 1 des points sont colinéaires).
Dans une autre direction, Ray-Chaudhuri et Wilson ont prouvé en 1975 que dans un plan de paramètres 2s-(v, k, λ), le nombre de blocs est au moins {\displaystyle {\binom {v}{s}}} .